# Cervone, Horol
Cervone (în ucraineană Червоне) este un sat în comuna Ialosovețke din raionul Horol, regiunea Poltava, Ucraina.

## Demografie
Componența lingvistică a localității Cervone
     Ucraineană (97,33%)
     Rusă (2,67%)
Conform recensământului din 2001, majoritatea populației localității Cervone era vorbitoare de ucraineană (97,33%), existând în minoritate și vorbitori de rusă (2,67%).